# زونترا
زونترا (بالألمانية: Sontra) هي بلدة، Luftkurort، الرابطة الهانزية، مدينة و بلدة ألمانية تقع في ألمانيا في Werra-Meißner-Kreis. يقدر عدد سكانها بـ 8,457 نسمة .

## المدن التوأمة
مدن Vimoutiers و تامباخ-ديتهارتس هي مدن توأمة لـزونترا.